# Solbiate
Solbiate là một đô thị ở tỉnh Como trong vùng Lombardia, có cự ly khoảng 40 km về phía tây bắc của Milano và khoảng 12 km về phía tây nam của Como. Tại thời điểm ngày 31 tháng 12 năm 2004, đô thị này có dân số 2.360 người và diện tích là 4,1 km².
Solbiate giáp các đô thị: Albiolo, Beregazzo con Figliaro, Binago, Cagno, Malnate, Olgiate Comasco.